# Strojnogłowik obrożny
Strojnogłowik obrożny, zaroślak obrożny (Arremon torquatus) – gatunek małego ptaka z rodziny pasówek (Passerellidae). Opisany po raz pierwszy w 1837. W starszym ujęciu systematycznym za strojnogłowika obrożnego uznawano ptaki, których zasięg występowania rozciągał się od Kostaryki do północnej Argentyny; takson ten został jednak podzielony na 8 gatunków, z których strojnogłowik obrożny występuje najbardziej na południe z nich. Jest gatunkiem najmniejszej troski.

## Systematyka
Gatunek ten po raz pierwszy zgodnie z zasadami nazewnictwa binominalnego opisali Alcide d’Orbigny i Frédéric de Lafresnaye, nadając mu nazwę Embernagra torquata. Opis ukazał się w 1837 roku w „Magasin de Zoologie”; jako miejsce typowe autorzy wskazali Yungas w Boliwii. Strojnogłowik obrożny zaliczany bywał do rodzaju Atlapetes, a także do nieuznawanego już Buarremon. Obecnie zaliczany jest do rodzaju Arremon. W oparciu o badania filogenetyczne i różnice w mtDNA takson ten podzielono na 8 gatunków: strojnogłowik szarobrewy (A. assimilis), strojnogłowik szaropręgi (A. costaricensis), strojnogłowik kolumbijski (A. basilicus), strojnogłowik górski (A. perijanus), strojnogłowik nadbrzeżny (A. phygas), strojnogłowik wyżynny (A. atricapillus), strojnogłowik płowy (A. phaeopleurus) i strojnogłowik obrożny (A. torquatus).
Wyróżnia się trzy podgatunki A. torquatus:
- A. t. torquatus (d’Orbigny & Lafresnaye, 1837)
- A. t. fimbriatus (Chapman, 1923)
- A. t. borellii (Salvadori, 1897)

### Etymologia
- Arremon: gr. αρρημων arrhēmōn, αρρημονος arrhēmonos „cichy, bez mowy”, od negatywnego przedrostka α- a-; ῥημων rhēmōn, ῥημονος rhēmonos „mówca”, od ερω erō „będę mówić”, od λεγω legō „mówić”[14].
- torquatus: łac. torquatus – kołnierzyk, obrożny[15].

## Morfologia
Nieduży ptak ze średniej wielkości, dosyć długim dziobem w kolorze czarnym (16–17 mm). Tęczówki ciemnobrązowe. Nogi cieliste do szarawych. Brak dymorfizmu płciowego. Góra głowy i twarz czarne z trzema, paskami – szarym wąskim środkowym paskiem ciemieniowym oraz białymi szerokimi paskami nad łukami brwiowymi, rozciągającymi się od dzioba do tyłu szyi. Pomimo polskiej nazwy brak na szyi paska w formie obroży. Gardło, podgardle i podbródek białe. Górna część ciała, skrzydła i ogon oliwkowozielone. Białawo-szare upierzenie brzucha przechodzi w szarawe, a następnie w oliwkowo-szare w okolicach kupra. Długość ciała z ogonem: 19 cm, długość skrzydła 85–89 mm, długość ogona 83–86 mm. Średnia masa ciała: samce 33 g, samice 32 g.

## Zasięg występowania
Strojnogłowik obrożny jest gatunkiem występującym w Andach w przedziale wysokości 400–3400 m n.p.m. Jest gatunkiem osiadłym. Jego zasięg występowania według szacunków organizacji BirdLife International obejmuje 333 tys. km².
Poszczególne podgatunki występują:
- A. t. torquatus – w najbardziej na południe wysuniętej części Peru (region Puno), w zachodniej Boliwii w departamencie La Paz i zachodniej części departamentu Cochabamba[7][11].
- A. t. fimbriatus – w Boliwii we wschodniej części departamentu Cochabamba, zachodniej części Santa Cruz oraz w departamencie Chuquisaca.
- A. t. borellii – w niższych partiach Andów w południowej Boliwii (departamenty Chuquisaca i Tarija) i północno-zachodniej Argentynie (prowincje Jujuy i Salta).

## Ekologia
Głównym habitatem strojnogłowika obrożnego jest runo leśne i podszyt wilgotnych lasów górskich, także ich zakrzaczone obrzeża i lasy wtórne.
Informacje o diecie tego gatunku są bardzo skąpe. Obejmuje ona owady, nasiona i owoce (te ostatnie stanowią główny składnik diety w porze deszczowej). Żeruje na ziemi, przeszukując dziobem ściółkę. Występuje zazwyczaj pojedynczo lub w parach. Długość pokolenia jest określana na 3,8 lat.

### Rozmnażanie
Strojnogłowik obrożny buduje gniazda w kształcie otwartego kielicha, usytuowane na krzewach i drzewach na wysokości od 2 do 8,3 m nad ziemią. Okres lęgowy w północno-zachodniej Argentynie rozciąga się od początku października do początku stycznia. W lęgu zazwyczaj 2 białe lub jasnoniebieskie jaja, o wymiarach 24,3×16,7 mm i masie około 3,77 g. Okres inkubacji wynosi średnio 15,8 dnia. Jaja wysiadują wyłącznie samice, które w tym okresie są karmione przez samce. Okres przebywania piskląt w gnieździe to 18,8 ± 0,2 dnia.

## Status
W Czerwonej księdze gatunków zagrożonych IUCN strojnogłowik obrożny jest klasyfikowany jako gatunek najmniejszej troski (LC – Least Concern). Liczebność populacji nie jest określona, zaś jej trend jest uznawany za spadkowy ze względu na niszczenie siedlisk. Jest opisywany jako rzadki.